# 莱穆捷于贝尔
莱穆捷于贝尔（法語：Les Moutiers-Hubert，法語發音：[le mutje ybɛʁ] ⓘ）是法国卡尔瓦多斯省的一个旧市镇，属于利雪区。2016年，莱穆捷于贝尔与临近的21个市镇合并为新市镇利瓦罗派多日。

## 地理
莱穆捷于贝尔（48°58'36"N, 0°16'0"E）面积8.13 平方千米，位于法国诺曼底大区卡爾瓦多斯省，该省份为法国西北部沿海省份，北濒大西洋英吉利海峡，东北与滨海塞纳省以海上边界相接，东临厄尔省，南至奧恩省，西与芒什省接壤。
与莱穆捷于贝尔接壤的市镇（或旧市镇、城区）包括：贝卢、利索尔、默勒、库尔松圣母村、卡纳普维尔。

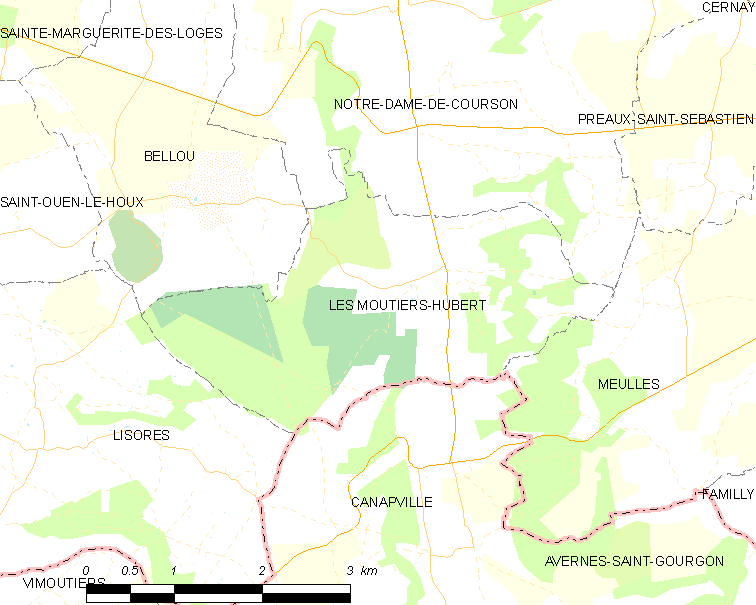
莱穆捷于贝尔的OSM定位图

莱穆捷于贝尔的时区为UTC+01:00、UTC+02:00（夏令时）。

## 行政
莱穆捷于贝尔的邮政编码为14140，INSEE市镇编码为14459。

## 政治
莱穆捷于贝尔所属的省级选区为利瓦罗派多日县。

## 人口

1962-2008年间莱穆捷于贝尔人口变化图示

莱穆捷于贝尔于2018年1月1日时的人口数量为39人。